# كيا شهر
كيا شهر (بالفارسية: بندر کیاشهر) هي منطقة سكنية تقع في إيران في Kiashahr District. يقدر عدد سكانها بـ 13,762 نسمة .